# Delphine LaLaurie
Marie Delphine LaLaurie (geboren als Macarty of Maccarthy; New Orleans, ca. 1787 – Parijs, 7 december 1849), beter bekend als Madame LaLaurie, is een bekend figuur uit de toenmalige bourgeoisie van Louisiana, berucht als seriemoordenaar van zwarte slaven.
LaLaurie werd geboren in New Orleans en ontwikkelde zich tot een prominent figuur in de hogere sociale kringen in de regio. Haar positie werd kracht bijgezet toen ze in 1832 een landhuis van drie etages liet bouwen, waarin ze een aantal persoonlijke zwarte slaven onderbracht. Hoewel LaLaurie zich in het openbaar doorgaans vriendelijk opstelde naar zwarten toe, ontstonden er geruchten dat ze haar slaven ernstig mishandelde. Aanvankelijk werden hiervan geen bewijzen aangetroffen, totdat een degelijk onderzoek werd opgestart nadat een twaalfjarige slavin van LaLaurie van het dak van het landhuis tuimelde toen ze een lijfstraf trachtte te ontlopen. De wantoestanden werden bewezen en LaLaurie moest negen slaven afstaan, die ze echter nadien via een tussenpersoon weer kon terugkopen. Op deze manier werd het geweld al snel hervat. Er wordt gezegd dat LaLaurie er daarbij ook niet voor terugdeinsde om haar eigen dochters te slaan wanneer zij medelijden toonden.
Op 10 april 1834 brak er brand uit in de keuken van het huis. De brandweer en politie troffen er een vastgeketende slavin aan, die het voorval overleefde en zei dat zij degene was die de brand had aangestoken. Als reden gaf ze aan dat ze zelfmoord wilde plegen om zo een straf van LaLaurie te ontlopen. LaLaurie was namelijk van plan haar mee te nemen naar de bovenverdieping van het huis, van waaruit volgens de slavin nog nooit een slaaf was teruggekeerd. LaLaurie weigerde de politie de sleutels tot de bovenverdieping te geven, waarop de deur werd ingebeukt. Men ontdekte er zeven slaven die allemaal tekenen vertoonden van een gruwelijke en langdurige foltering. Een aantal onder hen beweerde er al maanden te zijn opgesloten.
Toen het verhaal over de vondst het grote publiek bereikte, werd het huis door de omwonenden binnengevallen, waarna ze het plunderden en alles kort en klein sloegen. LaLaurie werd op deze manier verplicht de omgeving te ontvluchten. Geschriften vertellen dat ze eerst naar Alabama trok en vervolgens doorreisde naar Parijs. Het is niet bekend hoe LaLaurie daar haar dagelijkse leven leidde. Ook de details over haar uiteindelijke dood staan niet vast. Een van de verhalen die de ronde doen, is dat ze om het leven kwam bij een jachtongeval in de bossen rondom Parijs. Wanneer ze precies overleden is, is eveneens onduidelijk: op een teruggevonden fragment van een koperen grafplaat wordt als sterfdatum 7 december 1842 genoemd, terwijl de stadsarchieven van Parijs het op 7 december 1849 houden.
Tot op de dag van vandaag vormt het verhaal van LaLaurie een basis voor verscheidene folkloristische vertelsels, die de gruwel rond haar persoon in leven houden. Hierdoor is haar gerestaureerde huis in New Orleans nog steeds een populaire bezienswaardigheid. Tussen 2007 en 2009 was het pand in bezit van acteur Nicolas Cage.
In 2013 kwam de persoon van LaLaurie weer ruimschoots onder de aandacht, doordat ze als personage wordt gebruikt in de Amerikaanse horrortelevisieserie American Horror Story. Actrice Kathy Bates nam deze rol voor haar rekening. Het gaat hierbij wel om een hevig gefictionaliseerde versie van LaLaurie, waarbij ze onder meer onsterfelijk zou zijn.

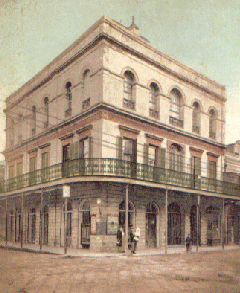
Het LaLaurie Huis op een postkaart uit 1906
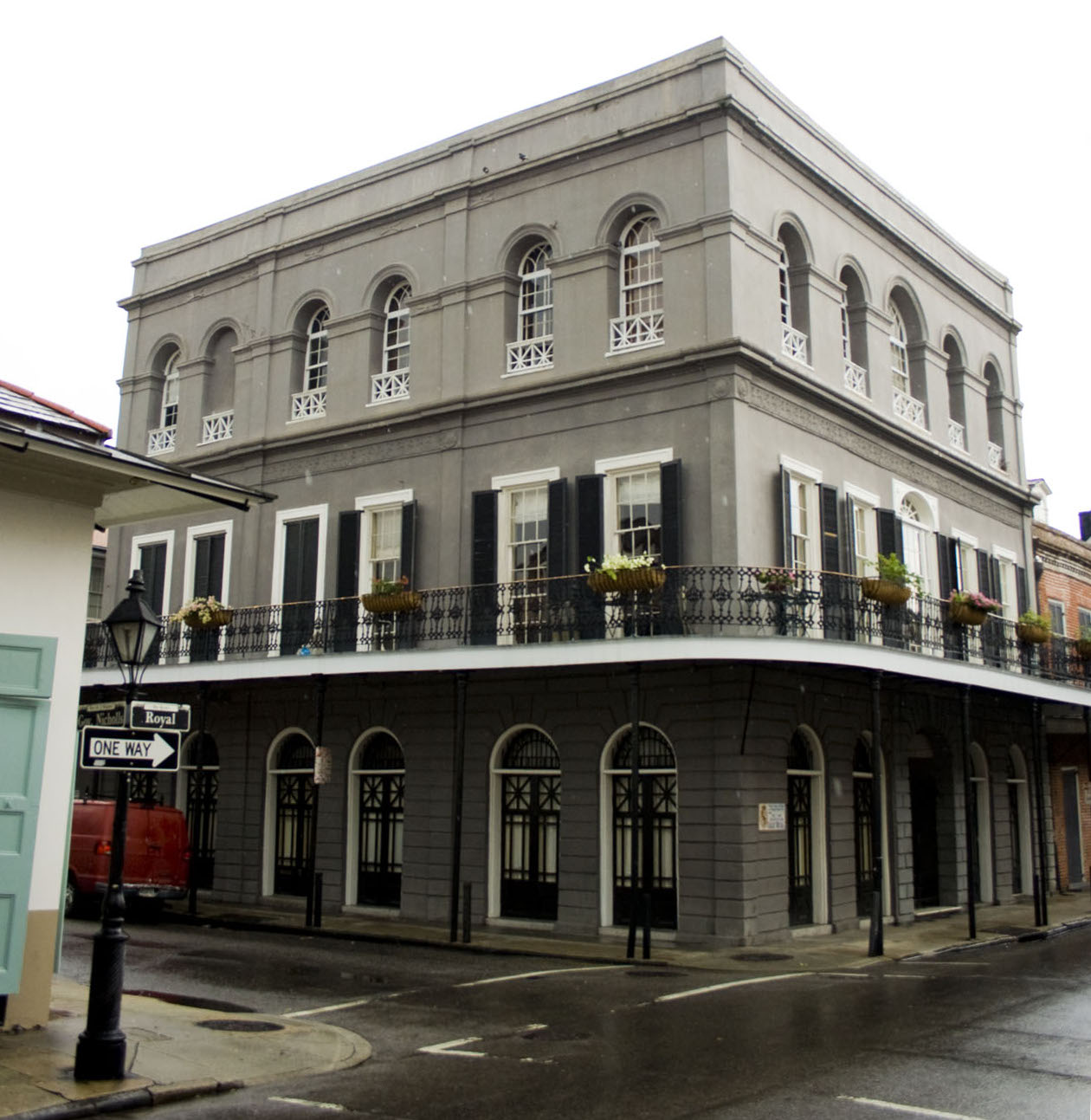
Het LaLaurie Huis gefotografeerd in september 2009